# Johann Friedrich I xứ Württemberg

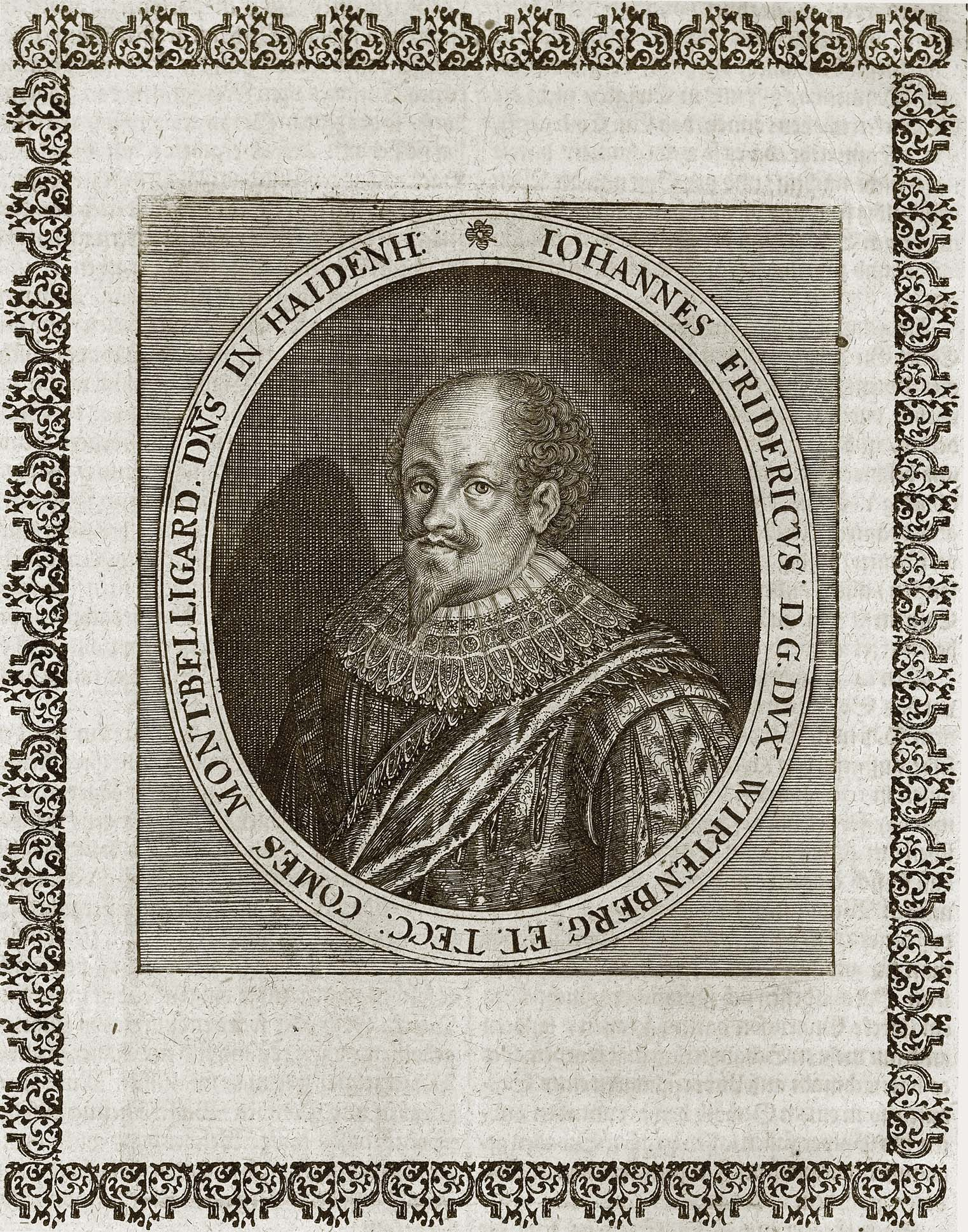
Chân dung khắc bằng đồng của Johann Friedrich, trong Theatrum Europaeum của Matthäus Merian, năm 1662

Johann Friedrich I xứ Württemberg (5 tháng 5 năm 1582, tại Montbéliard – 18 tháng 7 năm 1628) là Công tước xứ Württemberg từ ngày 4 tháng 2 năm 1608 cho đến khi qua đời ngày 18 tháng 7 năm 1628.

## Cuộc đời
Johann Friedrich là con trai cả của Frederick I và Sibylla xứ Anhalt. Ông sinh ra tại lâu đài Montbéliard, nơi ông rời đi năm 4 tuổi khi gia đình chuyển đến ở  Stuttgart.
John Friedrich kết hôn với Barbara Sophie xứ Brandenburg (16 tháng 11 năm 1584 – 13 tháng 2 năm 1636), con gái của Joachim Friedrich, Tuyển hầu xứ Brandenburg.
Ngày 28 tháng 5 năm 1617, John Friedrich đã ký một thỏa thuận với một số anh em của mình. Người em lớn nhất của ông, Ludwig Friedrich được nhận vùng Montbéliard - vẫn chưa hoàn toàn độc lập với Công quốc Württemberg. Người em kế tiếp, Julius Friedrich thừa kế chủ quyền đối với Brenz và Weiltingen, dẫn đến hai nhánh họ mới trong Công quốc: Württemberg-Mömpelgard (chấm dứt năm 1723) và Württemberg-Weiltingen (chấm dứt năm 1792). Những người em khác của ông, Frederick Achilles và Magnus lần lượt thừa kế các lâu đài Neuenstadt và Neuenbürg. Vì cả hai người em sau này đều không lập gia đình nên khi chết tài sản của họ sau đó thuộc trở lại nhánh họ chính của Công quốc.